# The Last Fight
«The Last Fight» (укр. Остання битва) — пісня валлійського металкор-гурту Bullet for My Valentine, яка є другою за ліком та є головним синглом на їх третьому альбомі, що має назву Fever. Продюсером виступив Дон Гілмор.

## Про сингл
Сингл побачив світ 17 квітня 2010 у вигляді грамплатівки і було випущено обмежене видання у 1000 копій, а на стороні Б був присутній їх трек «Begging for Mercy» (який вже був доступний на їх минулому синглі «Your Betrayal» та була доступна для вільного цифрового завантаження 14 лютого того ж року на офіційному сайті гурту протягом короткого часу). Акустична версія пісні була доступна тільки для тих, хто передзамовив сингл на ITunes.
19 квітня композицію включили для ротації на радіо. Також на цю пісню було відзняте музичне відео, режисером якого виступив Пол Браун.

## Список композицій
| Промо сингл | Промо сингл      | Промо сингл |
| #           | Назва            | Тривалість  |
| ----------- | ---------------- | ----------- |
| 1.          | «The Last Fight» | 4:20        |

| Обмежене видання         | Обмежене видання    | Обмежене видання |
| #                        | Назва               | Тривалість       |
| ------------------------ | ------------------- | ---------------- |
| 1.                       | «The Last Fight»    | 4:20             |
| 2.                       | «Begging for Mercy» | 3:55             |
| Загальна тривалість 8:15 |                     |                  |

## Позиції у чартах
| Чарти (2010)                                | Найвища позиція |
| ------------------------------------------- | --------------- |
| UK Singles Chart (Official Charts Company)  | 92              |
| UK Rock and Metal (Official Charts Company) | 2               |
| Шотландія (Official Charts Company)         | 81              |

## Учасники запису
Інформація про учасників запису запозичена з сайту AllMusic:
- Меттью Так — вокал, ритм-гітара
- Майкл Педжет — гітара, беквокал
- Джейсон Джеймс — бас-гітара, вокал
- Майкл Томас — барабани

### Запрошені музиканти
- Метт Бонд — фортепіано у композиції «The Last Fight (акустична версія)»